# Olympische Jugend-Sommerspiele 2014/Teilnehmer (Serbien)
| Gelbes Symbol für Goldmedaillen mit stilisierten Olympischen Ringen | Graues Symbol für Silbermedaillen mit stilisierten Olympischen Ringen | Braundes Symbol für Bronzemedaillen mit stilisierten Olympischen Ringen |
| ------------------------------------------------------------------- | --------------------------------------------------------------------- | ----------------------------------------------------------------------- |
| —                                                                   | 1                                                                     | —                                                                       |

Die Jugend-Olympiamannschaft aus Serbien für die II. Olympischen Jugend-Sommerspiele vom 16. bis 28. August 2014 in Nanjing (Volksrepublik China) bestand aus 24 Athleten.

## Athleten nach Sportarten

### Badminton
Jungen
- Dragoslav Petrović
Einzel: 17. Platz
Mixed: 9. Platz (mit Liang Xiaoyu  Singapur)

### Gewichtheben
Jungen
- Tamaš Kajdoči
Superschwergewicht: Silber

### Judo
| Mädchen - Tea Tintor Klasse bis 63 kg: 13. Platz Mixed: 9. Platz (im Team Kano) | Jungen - Nemanja Majdov Klasse bis 81 kg: 5. Platz Mixed: Silber (im Team Geesink) |

### Kanu
Jungen
- Bojan Milinković
Kajak-Einer Sprint: 4. Platz
Kajak-Einer Slalom: disqualifiziert (Vorlauf)

### Leichtathletik
Mädchen
- Jasmina Pruginić
2000 m Hindernis: 11. Platz
8 × 100 m Mixed: 59. Platz
- Atina Kamasi

Speerwurf: 10. Platz
- 8 × 100 m Mixed: 56. Platz

### Radsport
- Mixed: 10. Platz

| Mädchen - Jelena Erić - Milica Rakić Kombination: 18. Platz | Jungen - Dušan Rajović - Aleksandar Roman Kombination: 20. Platz |

### Ringen
Jungen
- Jovan Kalaba
Griechisch-römisch bis 85 kg: 7. Platz

### Rudern
Jungen
- Zoran Rajić
Einer: 15. Platz

### Schießen
| Mädchen - Milica Babić Luftgewehr 10 m: 7. Platz Mixed: 15. Platz (mit Celdon Arellano Philippinen) | Jungen - Andrija Milovanović Luftgewehr 10 m: 5. Platz Mixed: 4. Platz (mit Agata Alina Riccardi San Marino) |

### Schwimmen
| Mädchen - Jovana Đurić 800 m Freistil: 19. Platz - Nađa Velicković 200 m Rücken: 25. Platz | Jungen - Uroš Nikolić 100 m Freistil: 21. Platz - Vuk Čelić 800 m Freistil: 12. Platz 200 m Rücken: 19. Platz |

### Taekwondo
| Mädchen - Tijana Bogdanović Klasse bis 55 kg: 5. Platz | Jungen - Miloš Šućur Klasse bis 63 kg: 5. Platz - Igor Glišin Klasse über 73 kg: 5. Platz |

### Tennis
| Mädchen - Ivana Jorović Einzel: 1. Runde Doppel: 1. Runde (mit Jil Teichmann Schweiz) Mixed: 1. Runde | Jungen - Petar Čonkić Einzel: 1. Runde Doppel: 1. Runde (mit Daniel Appelgren Schweden) Mixed: 1. Runde |